# Gloria Borders
Gloria S. Borders (Nueva Jersey, siglo XX) es una editora de efectos de sonido estadounidense, ganadora de un Oscar a Mejor Edición de Sonido por Terminator 2: el juicio final. 

## Trayectoria
En 1978 se licenció en Bellas Artes. Se incorporó en prácticas al Departamento de Cine de la Universidad Estatal de San Francisco.
Fue vicepresidenta y directora general de Skywalker Sound, donde trabajó para películas como Titanic, Terminator 2 o Forrest Gump. Desde el año 2000 hasta 2006, fue jefa de postproducción de Revolution Studios en Los Ángeles. En 2006 se incorporó a DreamWorks Animation como directora de PDI/DreamWorks, en Redwood City, donde ha trabajado en películas como Vecinos invasores, Flushed Away, Shrek tercero o Bee Movie.

## Reconocimientos
Fue nominada en dos ocasiones a los Premios Óscar. En 1991, Gloria S. Borders y Gary Rydstrom ganaron el Oscar al Mejor sonido por Terminator 2. En 1994, Borders y Randy Thom fueron nominados al Oscar al Mejor sonido por Forrest Gump.